# Bud Yorkin
Alan David „Bud“ Yorkin (* 22. Februar 1926 in Washington, Pennsylvania; † 18. August 2015 in Los Angeles, Kalifornien) war ein US-amerikanischer Regisseur und Produzent.

## Leben
Vor seiner Karriere studierte Yorkin Ingenieurwissenschaft an der Carnegie Mellon University.
In den ersten Jahren seiner Karriere war er als Regisseur und Produzent für das Fernsehen tätig. Er inszenierte verschiedene Fernsehfilme sowie Episoden unterschiedlichster Fernsehserien. Sein Kinodebüt gab er 1963 mit Wenn mein Schlafzimmer sprechen könnte.
Er arbeitete viele Jahre mit dem Produzenten Norman Lear zusammen. Gemeinsam gründeten sie 1959 Tandem Productions, der u. a. die Rechte an Blade Runner von Ridley Scott gehörten. Sie trennten sich 1983.
Er wurde bisher drei Mal mit einem Emmy Award ausgezeichnet.
Bud Yorkin war von 1954 bis 1984 mit Peg Diem verheiratet; aus dieser Ehe stammen die Produzenten und Drehbuchautoren Nicole Yorkin (* 1958) und David Yorkin (* 1961). Aus der 1989 geschlossenen Ehe mit der Schauspielerin Cynthia Sikes entstammen eine Tochter (* 1992) und ein Sohn (* 1994).
Yorkin starb am 18. August 2015 im Alter von 89 Jahren in seinem Zuhause in Bel Air.

## Filmografie (Auswahl)

### Regisseur
- 1952–1954: The Colgate Comedy Hour (Fernsehserie, 9 Episoden)
- 1954–1956: The Tony Martin Show (Fernsehserie, 4 Episoden)
- 1954–1956: The George Gobel Show (Fernsehserie, 32 Episoden)
- 1955: The Soldiers (Fernsehserie, 6 Episoden)
- 1956–1961: The Ford Show (Fernsehserie, 54 Episoden)
- 1958: Fred Astaire singt und tanzt (An Evening with Fred Astaire, Fernsehfilm)
- 1959: Another Evening with Fred Astaire (Fernsehfilm)
- 1963: Wenn mein Schlafzimmer sprechen könnte (Come Blow Your Horn)
- 1963–1964: The Andy Williams Show (Fernsehserie, 6 Episoden)
- 1965: Das Baby und der Haustyrann (Never Too Late)
- 1966: An Evening with Carol Channing (Fernsehfilm)
- 1967: Scheidung auf amerikanisch (Divorce American Style)
- 1968: Inspektor Clouseau (Inspector Clouseau)
- 1970: Die Französische Revolution fand nicht statt (Start the Revolution Without Me)
- 1970: The Many Sides of Don Rickles (Fernsehfilm)
- 1972: Maude (Fernsehserie, Episode 1x05)
- 1972–1975: Sanford and Son (Fernsehserie, 7 Episoden)
- 1973: Webster ist nicht zu fassen (The Thief Who Came to Dinner)
- 1975: Grady (Fernsehserie, Episode 1x03)
- 1976: What’s Happening!! (Fernsehserie, Episode 1x02)
- 1977: Carter Country (Fernsehserie, Episode 1x01)
- 1985: Zweimal im Leben (Twice in a Lifetime)
- 1988: Arthur 2 – On the Rocks (Arthur 2: On the Rocks)
- 1990: Eine herzliche Affäre (Love Hurts)
- 1998: Those Were the Days (Fernsehfilm)

### Filmproduzent
- 1963: Wenn mein Schlafzimmer sprechen könnte (Come Blow Your Horn)
- 1970: Die Französische Revolution fand nicht statt (Start the Revolution Without Me)
- 1973: Webster ist nicht zu fassen (The Thief Who Came to Dinner)
- 1983: Das Bombengeschäft (Deal of the Century)
- 1985: Zweimal im Leben (Twice in a Lifetime)
- 1990: Eine herzliche Affäre (Love Hurts)
- 1994: Begegnungen – Intersection (Intersection)
- 2017: Blade Runner 2049